# Amblyseius martus
Amblyseius martus är en spindeldjursart som beskrevs av De Leon 1966. Amblyseius martus ingår i släktet Amblyseius och familjen Phytoseiidae. Inga underarter finns listade i Catalogue of Life.